# Wat
Wat (W) – jednostka mocy i strumienia energii w układzie SI (jednostka pochodna układu SI). Nazwa wat pochodzi od nazwiska brytyjskiego inżyniera i wynalazcy Jamesa Watta.

## Definicja
1 wat (1 W) to moc, przy której praca wykonana w ciągu jednej sekundy (1 s) jest równa jednemu dżulowi (1 J):
{\displaystyle \mathrm {1\,W={\frac {1\,J}{1\,s}}={\frac {1\,kg\cdot m^{2}}{1\,s^{3}}}} }

## Wielokrotności i podwielokrotności
Wielokrotności i podwielokrotności jednostki oznacza się przedrostkami SI (wyróżniono najczęściej używane):
| Wielokrotności | Wielokrotności | Wielokrotności |         | Podwielokrotności | Podwielokrotności | Podwielokrotności |
| mnożnik        | nazwa          | symbol         | mnożnik | nazwa             | symbol            |                   |
| -------------- | -------------- | -------------- | ------- | ----------------- | ----------------- | ----------------- |
| 100            | wat            | W              |         |                   |                   |                   |
| 101            | dekawat        | daW            | 10−1    | decywat           | dW                |                   |
| 102            | hektowat       | hW             | 10−2    | centywat          | cW                |                   |
| 103            | kilowat        | kW             | 10−3    | miliwat           | mW                |                   |
| 106            | megawat        | MW             | 10−6    | mikrowat          | µW                |                   |
| 109            | gigawat        | GW             | 10−9    | nanowat           | nW                |                   |
| 1012           | terawat        | TW             | 10−12   | pikowat           | pW                |                   |
| 1015           | petawat        | PW             | 10−15   | femtowat          | fW                |                   |
| 1018           | eksawat        | EW             | 10−18   | atowat            | aW                |                   |
| 1021           | zettawat       | ZW             | 10−21   | zeptowat          | zW                |                   |
| 1024           | jottawat       | YW             | 10−24   | joktowat          | yW                |                   |

### Kilowat
Po wprowadzeniu układu SI kilowat zastąpił konia mechanicznego (KM), lecz nadal często moc
silników spalinowych i elektrycznych podawana jest w obydwu jednostkach:
1 KM = 0,73549875 kW,
1 kW = 1,35962162 KM.

### W energetyce
W energetyce stosowane są oznaczenia odróżniające moc cieplną od mocy elektrycznej:
- MWt – megawat mocy cieplnej,
- MWe – megawat mocy elektrycznej.